# Измайлово-2
Измайлово-2 — деревня в Пошехонском районе Ярославской области России. 
В рамках организации местного самоуправления входит в Ермаковское сельское поселение, в рамках административно-территориального устройства — в Ермаковский сельский округ.

## География
Деревня находится в северной части области, в подзоне южной тайги, на восточном берегу Рыбинского водохранилища, к югу от автодороги 78К-0004, на расстоянии примерно 22 километров (по прямой) к северо-западу от города Пошехонье, административного центра района. Абсолютная высота — 122 метра над уровнем моря.
Климат
Климат характеризуется как умеренно континентальный, с продолжительной холодной зимой и коротким умеренно тёплым летом. Среднегодовая температура воздуха — 2,9 — 3,5 °C. Годовое количество атмосферных осадков — 500—750 мм, из которых большая часть выпадает в тёплый период. Преобладающее направление ветра юго-западное.
Часовой пояс
Измайлово-2, как и вся Ярославская область, находится в часовой зоне МСК (московское время). Смещение применяемого времени относительно UTC составляет +3:00.

## Население
| 2007 | 2010 |
| ---- | ---- |
| 119  | ↘103 |

Национальный состав
Согласно результатам переписи 2002 года, в национальной структуре населения русские составляли 100 % из 123 жителей.

## Инфраструктура
Фельдшерско-акушерский пункт (филиал Пошехонской центральной районной больницы).